# Kenem
Unter Kenem werden in der Linguistik zwei etwas unterschiedliche ausdrucksseitige Dinge verstanden, die jeweils das Antonym zum inhaltsseitigen Plerem sind. Geprägt wurden beide Begriffe gemeinsam mit Glossem und Prosodem erstmals in der Glossematik von Louis Hjelmslev.